# Woodlands (Dorset)
Woodlands – wieś w Anglii, w hrabstwie Dorset. Leży 41 km na północny wschód od miasta Dorchester i 144 km na południowy zachód od Londynu.